# 비아워웽카
비아워웽카(폴란드어: Białołęka)는 폴란드 바르샤바 북쪽에 위치한 구다.